# Mauricio Tapia
Mauricio Antonio Tapia (ur. 20 sierpnia 1970 w Tandil) – argentyński piłkarz występujący na pozycji napastnika lub ofensywnego pomocnika, trener piłkarski, od 2025 roku prowadzi gwatemalską Antiguę GFC.